# Triunfo (kommun i Brasilien, Rio Grande do Sul, lat -29,82, long -51,56)
Triunfo är en kommun i Brasilien.   Den ligger i delstaten Rio Grande do Sul, i den södra delen av landet, 1 600 km söder om huvudstaden Brasília. Antalet invånare är 25 811.
Följande samhällen finns i Triunfo:
- Triunfo

I omgivningarna runt Triunfo växer i huvudsak städsegrön lövskog. Runt Triunfo är det ganska glesbefolkat, med 24 invånare per kvadratkilometer.